# Heric Portella
Heric Jhuan Alves Portella Legowski, (Curitiba, 21 de julio de 1992), más conocido como Heric Portella, es un actor y modelo brasileño. Se dio a conocer en 2020 cuando ganó un concurso de modelos en São Paulo.

## Biografía
Heric nació en Curitiba, región metropolitana de Paraná. Empezó a fotografiar a los 10 años, pero su carrera comenzó en 2020 cuando ganó un concurso de modelos en São Paulo, gracias al cual consiguió un contrato con una agencia.
En 2010 hizo sus primeros desfiles en Milán y París, vestido para Gucci y Dior Homme. Heric fue uno de los modelos mejor clasificados de Brasil (15- en el Top 50 de modelos masculinos).

## Carrera
Heric comenzó su carrera como modelo en 2020. Ha desfilado en grandes espectáculos como; Z Zegna, Versace, Dolce & Gabbana, Dsquared2, Gucci, Mugler y Armani. También ha aparecido en varias portadas de revistas como; Essential Homme, Carbon Copy, Made in Brazil y Chaos. Además, ha aparecido en editoriales para GQ, Vogue y FHM.
Apareció en campañas para DKNY, Lacoste, Armani Exchange, Etro, Dior y D Squared jeans en 2011, contando estos y otros trabajos y grabaciones comerciales.

## Vida personal
Su padre, João Carlos Portella Legowski, es de origen polaco, y su madre, Claudia Maria Alves Santana, es brasileña de origen portugués e indígena. Desde hace cuatro años viviendo en Marsella (Francia) y tiene dos hermanas y dos hermanos.